# マータラ
マータラ（シンハラ語: මාතර、タミル語: மாத்தறை、英語: Matara）は、スリランカの南部州マータラ県の都市である。スリランカの最南端に位置しており、同国最大の都市コロンボからは160 km程の距離に位置している。マータラ県の県都であり、スリランカの商業における主要なハブの一つである。

## 歴史

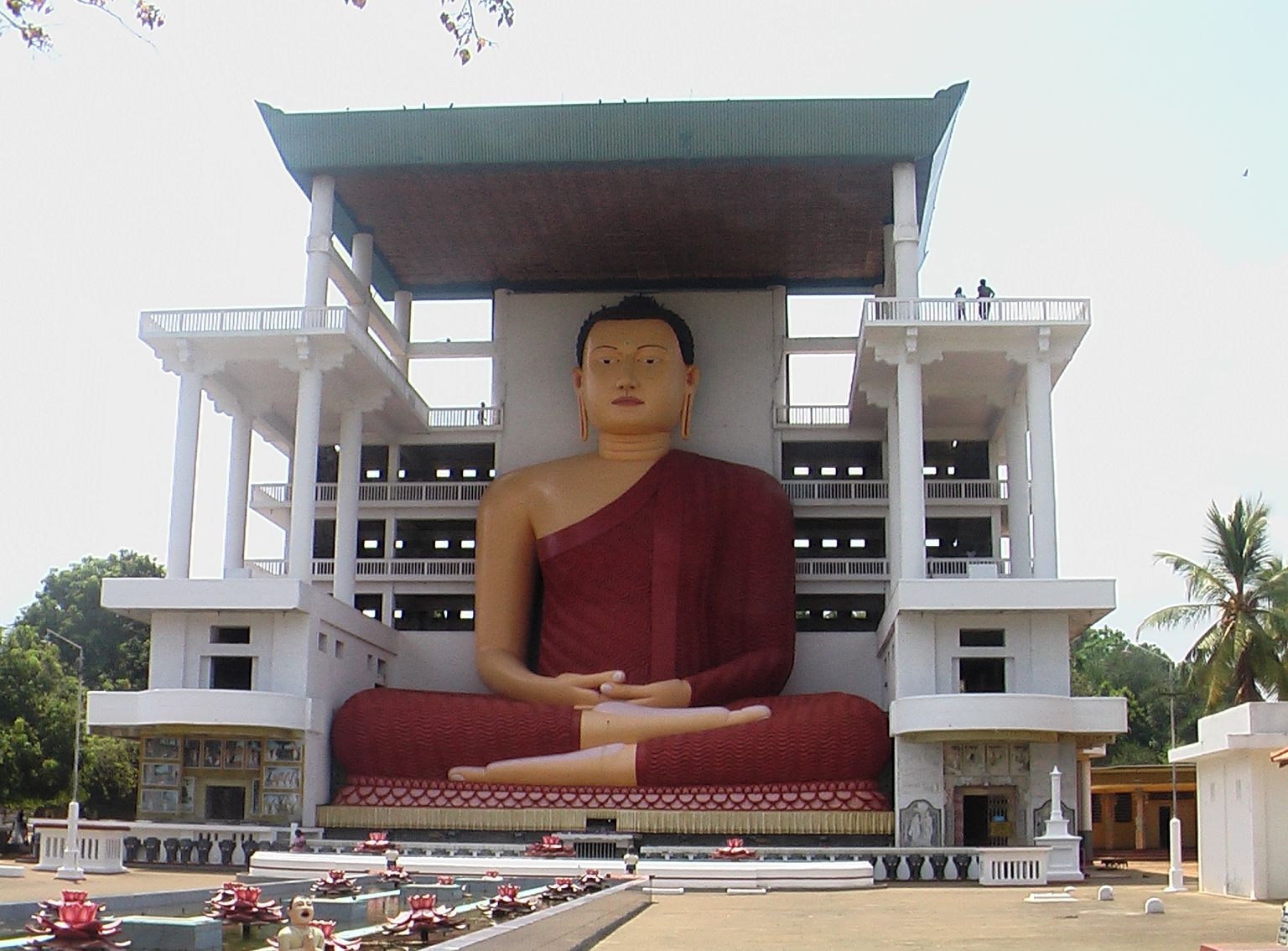
ウェヘラヘナ寺院の新しい仏像

マータラは歴史的にはルフナと呼ばれる領域の一部であった。都市の中央にある寺院は古代の王により建てられたもので、現代ではこの地域における仏教の重要な聖地となっている。16世紀から18世紀にかけて、マータラはポルトガルとオランダの支配下に置かれており、その文化と建築物は今でもマータラに残されている。デウンダラ岬の灯台はオランダにより建てられたもので、スリランカでも最も古く、そして美しい灯台の一つである。市内にそびえる2つの要塞もポルトガルとオランダにより作られたものである。その他のオランダ時代の重要な建物としては、セント・マリア・チャーチとNupe junctionのマーケットがある。
マータラではシンハラ人が多数派を占めるが、16世紀から17世紀にかけてこの地にはアラビアから多くのムーア人が交易に訪れており、今日でもその子孫が少数派として居住している。
マータラは、2004年12月のスマトラ島沖地震における津波において、深刻な被害を受けた。

## 交通
マータラはコロンボから南に向けて海岸沿いを走る鉄道コーストラインが通じている。しかし、カタラガマへの延伸が進められており、2019年にベリアッタまでの区間26キロメートルが開通した。
マータラはスリランカの主要な交通のハブであり、コロンボから南に延びるA2ハイウェイもこの都市を走っている。2014年には同じくコロンボ首都圏から南に向かう南部高速道路がマータラまで開通している。

## 主な出身者
- マンガラ・サマラウィーラ - 政治家。元外相、財務相。